# 河上救生堂
河上救生堂，又名董奉仙師祖殿，是福建省福州市臺江區的一座廟，現址位於臺江區白馬南路432號，在白馬河公園旁。該廟是福州民間信仰九案泰山的十三個堂之一，為三開間懸山頂的構造，主殿供奉閭山監雷法主董法師（董奉），左側配殿為供奉臨水夫人的臨水宮，右側配殿為河上感應境。
河上救生堂原址位於茶亭街洗馬橋旁的河上村。河上村王氏族譜稱，河上村王氏族人為閩王王審知後裔，明朝末年自長樂旒峰村遷居於茶亭街附近的河上村。河上救生堂的董奉香火，亦是當時從長樂的太乙宮分香過來的。清朝時期因毀壞重建。1998年，被福州市政府認定為市級文物保護單位，年代為清代。救生堂主殿內徐中軍、逢都督等十輻彩色壁畫有四百餘年歷史，保存較好，具有較高藝術價值，為研究福州民俗文化的實物資料。2000年，臺北供奉的董奉廟宇組團來此進獻香燭，認定河上救生堂為台灣董奉信仰的祖廟。
2006年，河上救生堂所在的河上里拆遷，建設仁德路。2007年5月仁德路通車後，河上救生堂因暴露在路中央，常引起交通堵塞，經政府邀請專家研究後決定對其異地重建。11月23日，臺江區政府組織力量對其進行保護性搬遷，暫時安置於白馬南路高家厝過渡。河上救生堂被從市級文物保護單位列表中除名，在“福州涉台文物”中“尚未公布为保护单位”。2010年，選擇白馬河畔的白馬南路432號原樣復建，原址的壁畫被精心揭下，鑲於新址墻上。2012年，在信眾的集資下，續建後堂。2019年7月25日，被臺江區認定為第三批區級文物保護單位。